# Noj
Noj (znanstveno ime Struthio camelus) je ptič neletalec, ki izvira iz Afrike in je ena od dveh vrst reda nojevcev, ki obe spadata v družino nojev (Struthionidae) ter rodu Struthio. Prepoznaven je po dolgem vratu in nogam ter sposobnosti teka s hitrostjo okrog 65 km/h. Noji so največja danes živeča vrsta ptic in jih gojijo po vsem svetu. Znanstveno ime za noja izvira iz grške besede za »kameljega vrabca«, in sicer zaradi njegovega dolgega vratu.

## Opis
Noji navadno tehtajo med 90 in 130 kg, nekateri samci pa so dosegli celo težo do 155 kg. Oči so večje od možganov. Peresa so mehka in služijo kot izolacija ter se precej razlikujejo od togih peres letalcev z zračnim profilom. Pri odraslih samcih so v glavnem črna, na krilih in repu pa je tudi nekaj belih peres. Samice in mladi samci so sivkastorjavi in ponekod beli. Noji imajo drobne, zakrnele peruti, ki jih samci uporabljajo pri dvorjenju, poleg tega pa lahko tudi nudijo senco piščancem. Na dveh prstih krila so kremplji. Močne noge so brez peres. Noji stojijo na dveh prstih, pri čemer je večji podoben kopitu. Ta prilagoditev jim pomaga pri teku.
Pri spolni zrelosti (starost od dveh do štirih let) so samci lahko visoki med 1,8 in 2,7 metri, samice pa med 1,7 in 2 metri. Piščanci v prvem letu življenja rastejo s hitrost 25 cm na leto. Noj lahko dočaka do 75 let.

## Sistematika in razširjenost
Tradicionalno so v red nojevcev uvrščali še emuje, nanduje in skoraj vse druge staročeljustnice, vendar so molekularne študije razkrile, da je taka skupina parafiletska v odnosu do dolgonogih kur, prej obravnavanih kot samostojen red, zato tudi ostale skupine zdaj obravnavamo kot samostojne.
Noji izvirajo iz afriških savan in Sahela tako severno kot tudi južno od ekvatorialnega gozdnega pasu. Ločimo jih v štiri podvrste:
- S. c. australis v Južni Afriki
- S. c. camelus v Severni Afriki; včasih ga imenujejo severnoafriški noj ali rdečevrati noj. Je najbolj razširjena podvrsta in živi na območju od Etiopije in Sudana po vsem Sahelu do Senegala in Mavretanije na zahodu in vsaj v preteklosti severno do Egipta in južnega Maroka.
- S. c. massaicus v Vzhodni Afriki, včasih ga imenujejo masajski noj. V obdobju parjenja se vrat in stegna samca obarvajo rožnato-oranžno. Skoraj v celoti živijo v Keniji, Tanzaniji in južnih delih Somalije.
- S. c. syriacus na Srednjem vzhodu, včasih ga imenujejo arabski noj ali srednjevzhodni noj je bila v preteklosti zelo razširjena podvrsta na območju Arabskega polotoka, Sirije in Iraka.

Mednje so včasih uvrščali tudi somalskega noja (S. molybdophanes) iz Somalije, Etiopije in Kenije, ki pa je zdaj prepoznana kot samostojna vrsta. Križanje tega s severnoafriškim nojem preprečuje Veliki tektonski jarek, križanje v večjem obsegu z masajskim nojem, ki se je razvil jugozahodno od območja njegove razširjenosti, pa je očitno preprečila ekološka ločitev, saj se somalski noj najbolje počuti v grmičevju, kjer išče hrano po rastlinju srednje višine, masajski noj pa je tako kot tudi druge podvrste pašni ptič odprtih savan in habitata miombo.
Populacijo nojev iz Río de Oro so nekoč ločevali kot Struthio camelus spatzi, ker so bile pore njihovih jajčnih lupin kapljičaste oblike, ker pa je ta znak precej variabilen in med temi ptiči in sosednjimi populacijami S. c. camelus ni drugih razlik, je danes nimamo več za samostojno podvrsto.

Ta populacija je v drugi polovici 20. stoletja izginila. Poleg tega so v 19. stoletju poročali o majhnih nojih iz Severne Afrike. Imenovali so jih Levaillantov noj (Struthio bidactylus), vendar ostajajo hipotetična oblika brez materialnih dokazov. Glede na prisotnost savanske favne v nekaterih gorskih območjih Sahare (npr. Takantska planota in planota Ennedi) bi bilo resnično mogoče, da bi tam donedavna, ko se je Sahara izsušila, živeli tudi noji.

## Noji in ljudje
V preteklosti so noje lovili in gojili predvsem zaradi njihovega perja, ki je bilo zelo priljubljeno za krašenje modnih oblačil (npr. klobukov v 19. stoletju). Cenili so tudi kože, iz katerih so strojili usnje. V 18. stoletju so jih zato skoraj iztrebili. Farmska vzreja se je začela šele v 19. stoletju. Tržišče perja je po prvi svetovni vojni propadlo, komercialna vzreja zaradi perja in pozneje zaradi kože pa se je spet okrepila v 70. letih 20. stoletja.
Arabske noje na Bližnjem in Srednjem vzhodu so do sredine 20. stoletja z lovom iztrebili.
Danes noje gojijo po vsem svetu, celo v hladnem podnebju Švedske in Finske. Dobro se obnesejo v podnebju med 30 in −30 °C in jih gojijo v čez 50 državah, še vedno pa jih največ najdemo v Južni Afriki. Predvsem jih gojijo zaradi usnja. Ker je zanje značilno tudi najboljše razmerje med težo krme in težo živali (3,5:1, pri govedu pa 6:1), je privlačna tudi vzreja zaradi mesa. Uporabni stranski produkti pa so tudi jajca, drobovina in perje. Po tradiciji se na streho etiopskih pravoslavnih cerkva polaga sedem velikih jajc, ki simbolizirajo nebeške in zemeljske angele.
Noji naj bi imeli najmočnejše komercialno dostopno usnje. Meso nojev ima podoben okus kot pusta govedina. Vsebuje le malo maščobe in holesterola, bogato pa je s kalcijem, proteini in železom.
V Avstraliji, Združenem kraljestvu in ZDA so noji uvrščeni med nevarne živali. Zabeleženi so številni primeri, ko so noji napadli in ubili človeka. Veliki samci so lahko zelo teritorialni in agresivni. Njihove noge so dovolj močne, da razparajo tudi velike živali. Poleg tega so noji veliko hitrejši od kateregakoli atleta.

## Galerija
- Glava noja
- Nojevo jajce
- Farma nojev v Nemčiji
- Noji v živalskem vrstu v mestu Krasnojarsk (Sibirija).
- Termografska slika dveh nojev pozimi